# Huta Szkła Czechy
Huta Szkła „Czechy” – huta szkła znajdująca się w gminie Pilawa w miejscowości Trąbki, znana z produkcji głównie opakowań szklanych.
Eksportuje do krajów EU, USA, Kanady, Rosji, na Ukrainę oraz do krajów Ameryki Południowej, Dalekiego Wschodu i północnej Afryki.

## Historia

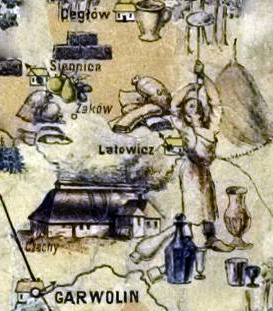
Huta Szkła Czechy na Mapie Poglądowej Królestwa Polskiego z 1885

Huta została założona w pierwszej połowie XIX wieku przez Ignacego Hordliczkę, z pochodzenia Czecha. Obecny zakład wybudowany został w latach 60. i 70., a w latach 80. został zautomatyzowany na licencji Saint-Gobain i Emhart.
W 1996 wskutek wniesienia 60% udziałów do Narodowych Funduszy Inwestycyjnych, firma przekształciła się z przedsiębiorstwa państwowego „Pollena Czechy” w jednoosobową spółkę skarbu państwa.
Po 2000 pakiet akcji huty został sprzedany jej byłym i aktualnym pracownikom. Pakiet kontrolny nad spółką posiadał zarząd.
W 2001 został wdrożony system zarządzania jakością zgodny z wymaganiami normy ISO 9001:2000.
W 2007 zmodernizowano piec i zestawiarnię oraz uruchomiono czwarty automat.
W 2011 huta została przejęta przez włoską grupę Zignago Vetro.

## Nagrody i certyfikaty
- Laur Eksportera 2003 i 2004
- Wyróżnienie Pakstar 2004
- Laureat rankingu Gazele Biznesu 2002, 2003 i 2004

- Certyfikat Solidna Firma za lata 2002, 2003, 2004 i 2005